# Vörösnyakú bokorpacsirta
A vörösnyakú bokorpacsirta (Mirafra africana) a madarak osztályának verébalakúak (Passeriformes) rendjébe és a pacsirtafélék (Alaudidae) családjába tartozó faj.

## Rendszerezése
A fajt Andrew Smith svéd zoológus írta le 1836-ban.

### Alfajai
- Mirafra africana henrici (Bates, 1930) – délkelet-Guinea, észak-Sierra Leone, észak-Libéria nyugat-Elefántcsontpart;
- Mirafra africana batesi (Bannerman, 1923) – délkelet-Niger, nyugat-Csád, közép-Nigéria;
- Mirafra africana bamendae (Serle, 1959) – nyugat-Kamerun;
- Mirafra africana stresemanni (Bannerman, 1923) – közép-Kamerun;
- Mirafra africana kurrae (Lynes, 1923) – nyugat-Szudán;
- Mirafra africana sharpii (Elliot, 1897) – északnyugat-Szomália;
- Mirafra africana malbranti (Chapin, 1946) – kelet-Gabon, délközép-Kongói Köztársaság, délnyugat-Kongói Demokratikus Köztársaság;
- Mirafra africana ruwenzoria (Kinnear, 1921) – kelet-Kongói Demokratikus Köztársaság, délnyugat-Uganda;
- Mirafra africana tropicalis (Hartert, 1900) – kelet-Uganda, délnyugat-Kenya, északnyugat-Tanzánia;
- Mirafra africana athi (Hartert, 1900) – közép-Kenya, észak-Tanzánia;
- Mirafra africana harterti (Neumann, 1908) – dél-Kenya;
- Mirafra africana occidentalis (Hartlaub, 1857) – nyugat-Angola;
- Mirafra africana kabalii (C. M. N. White, 1943) – kelet-Angola, északnyugat-Zambia;
- Mirafra africana gomesi (C. M. N. White, 1944) – kelet-Angola, nyugat-Zambia;
- Mirafra africana chapini (C. H. B. Grant & Mackworth-Praed, 1939) – délkelet-Kongói Demokratikus Köztársaság, északnyugat-Zambia;
- Mirafra africana nyikae (Benson, 1939) – északkelet-Zambia, délnyugat-Tanzánia, észak-Malawi;
- Mirafra africana nigrescens (Reichenow, 1900) – dél-Tanzánia;
- Mirafra africana isolata (Clancey, 1956) – délkelet-Malawi;
- Mirafra africana pallida (Sharpe, 1902) – dél-Angola, észak-Namíbia;
- Mirafra africana ghansiensis (Roberts, 1932) – kelet-Namíbia, nyugat-Botswana;
- Mirafra africana grisescens (Sharpe, 1902) – észak-Botswana, nyugat-Zambia, északnyugat-Zimbabwe;
- Mirafra africana transvaalensis (Hartert, 1900) – dél-Tanzánia, Mozambik, észak-Dél-afrikai Köztársaság;
- Mirafra africana africana (A. Smith, 1836) – délkelet-Dél-afrikai Köztársaság.

## Előfordulása
Afrika középső és déli részén honos. Természetes élőhelyei a mediterrán típusú cserjések, szubtrópusi és trópusi szavannák és cserjések. Állandó, nem vonuló faj.

## Megjelenése
Testhossza 20 centiméter, testtömege 33-55 gramm.
|  |  |

## Szaporodása
Fészekalja 2-3 tojásból áll.

## Természetvédelmi helyzete
Az elterjedési területe rendkívül nagy, egyedszáma viszont csökken, de még nem éri el a kritikus szintet. A Természetvédelmi Világszövetség Vörös listáján nem fenyegetett fajként szerepel.